# Peña del Panal
Peña del Panal es una localidad del estado mexicano de Michoacán. Es parte del municipio de Tarímbaro.

## Demografía
| Gráfica de evolución demográfica |
|                                  |

| Censo | Población |
| ----- | --------- |
| 1900  | 278       |
| 1910  | 161       |
| 1921  | 160       |
| 1930  | 30        |
| 1940  | 191       |
| 1950  | 301       |
| 1960  | 402       |
| 1970  | 481       |
| 1980  | 636       |
| 1990  | 877       |
| 2000  | 946       |
| 2010  | 1091      |
| 2020  | 1244      |